# Nova Scotia Museum of Natural History

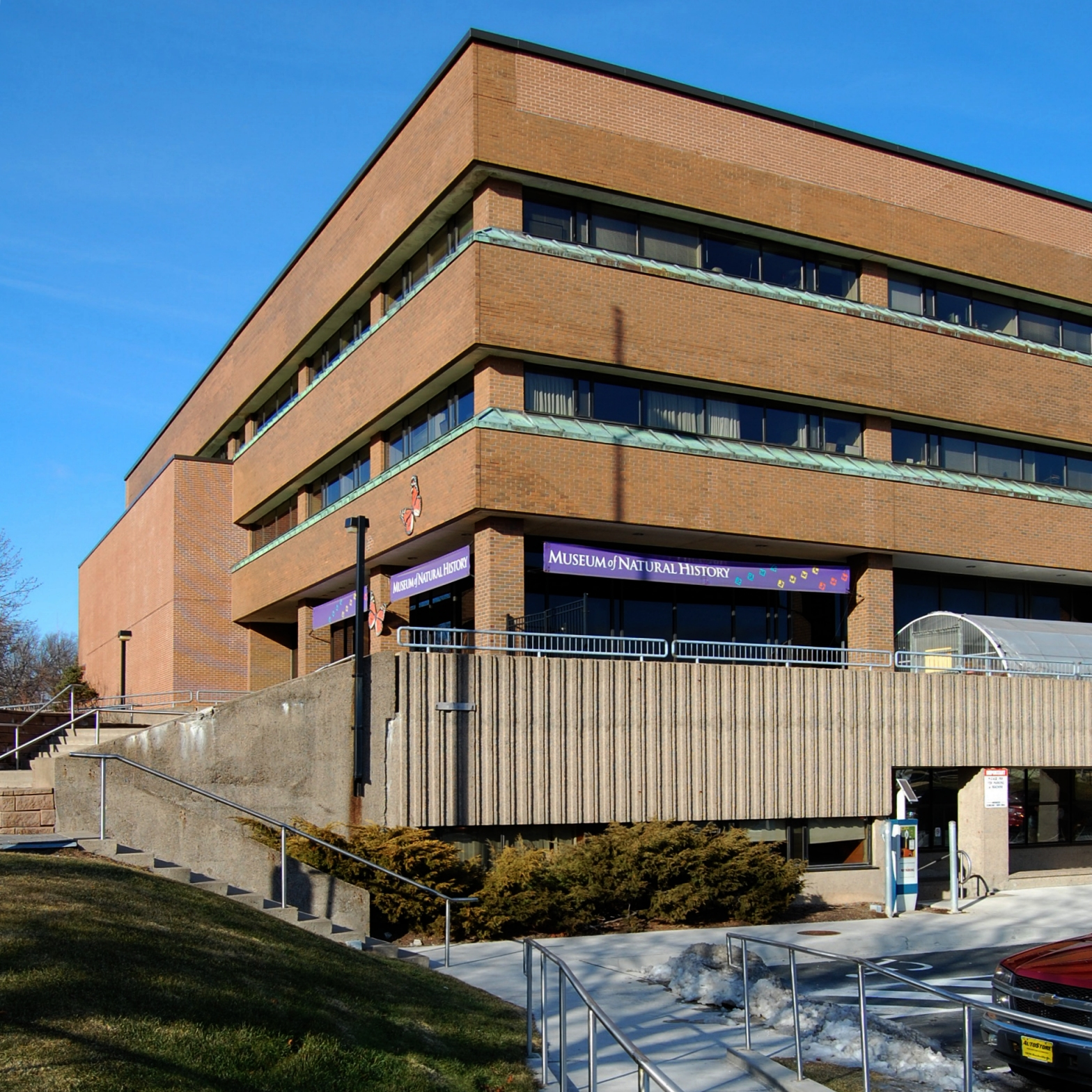
Das Nova Scotia Museum of Natural History in Halifax

Das Nova Scotia Museum of Natural History (Neuschottlandmuseum für Naturgeschichte) ist ein naturkundliches und archäologisches Museum in Halifax in der kanadischen Provinz Neuschottland. Es gehört zum System des Nova Scotia Museum.
Das Museum reicht bis 1868 zurück. Die Sammlung des Halifax Mechanics Institute, so forderte das Institute of Science in Halifax, der Provinzhauptstadt, sollte in ein Museum eingehen. Im Oktober 1868 eröffnete damit das erste Museum in Neuschottland. Dabei wurden Artefakte der Mi’kmaq genauso ausgestellt, wie wissenschaftliche Apparaturen, Fossilien und Mineralien, Tiere, Malereien und Drucke.
Mehrfach zog das Haus um, zunächst vom 1868 bezogenen Postamt 1898 ins Burns & Murray Building in der Hollis Street, dann 1910 in eine Abteilung des Nova Scotia Technical College Building in der Spring Garden Road. 1947 erhielt es den Namen Nova Scotia Museum of Science.
1970 wurde der heutige Standort in 1747 Summer Street bezogen, um dem größeren Platzbedarf zu entsprechen. Das Haus hatte die Aufgabe, die Natur- und die angewandten Wissenschaften zu repräsentieren sowie die menschlichen Aktivitäten in der Provinz.
1993 wurde die Museumslandschaft in Neuschottland umorganisiert, wobei das Museum in Halifax Bestandteil eines Netzwerkes von 27 Museen in der Provinz wurde. Dabei entstand das eigentliche Museum für Naturgeschichte mit seinen heutigen Schwerpunkten; die Verwaltungsabteilung der übergreifenden Organisation blieb im Hause.
Das Haus besitzt sechs sogenannte Gallerys, nämlich für Archäologie, Botanik, Ethnologie, Geologie, Säugetiere und Vögel sowie eine für die Meereskunde. Im Nature Lab Museum können Besucher Experimente durchführen und die Vorhaben des Museums verfolgen. Die botanische Abteilung repräsentiert mehr als 60.000 Stücke, allein das Herbarium besitzt rund 20.000 vaskuläre Pflanzen, also solche mit Leitungsbahnen, und 25.000 nicht-vaskuläre Pflanzen, hinzu kommen 9.000 Fotos. Die geologische Abteilung weist über 9000 Mineralien auf, dazu etwa 20.000 paläontologische Funde, davon allein knapp 4.000 Tiere. Hinzu kommen 10 Meteoriten. Die zoologische Abteilung weist allein 300.000 Einträge auf.
Die ethnologische Abteilung, die aus Traditionsgründen immer noch Teil der naturkundlichen Museenlandschaft ist, heißt nach einem Wort der Mi’kmaq Netukulimk. Sie wurde mit einem neuen Konzept im Juni 2011 eröffnet.
Zudem besitzt das Haus eine Präsenzbibliothek.